# Mono (만화)
《mono》(모노)는 아f로가 지은 일본의 4컷 만화다. 《망가 타임 키라라 미라클》(호분샤)에서 2017년 5월호에 특별 단편이 게재된 후, 같은 해 《망가 타임 키라라 캐럿》(호분샤)로 이적해 2018년 2월호부터 연재 중이다.
야마나시현 고후시 주변을 주된 무대로, 고등학교의 시네포토 연구부의 활동을 그린다. 'mono'라는 제목에는 '여러 가지 물건'이라는 뜻이 담겨 있으며, 공식적으로는 '21세기를 즐기는 방법 4컷'이라고 불리고 있다. 또한, 본작은 저자의 만화인 《유루캠△》과 밀접한 관계에 있어, 작중에서는 그 작품의 무대를 둘러싼 에피소드나, 그 작품의 등장인물들도 등장하고 있다.

## 줄거리
고후 아라카와 고등학교 사진부의 부장 마키노하라의 졸업에 의해 부원 아마미야 사츠키는 의기소침해 있었지만, 친구이자 또 한명의 부원인 키리야마 안으로부터의 격려에 의해 부를 재흥시킬 결심을 한다. 그런데 사츠키가 경매로 구입한 360° 카메라가 2주가 지나도록 도착하지 않았고, 안이 판매자를 조사하면서 학교 바로 옆에 살고 있다는 것을 알게 된다. 사츠키와 안이 그 장소를 방문하면 그곳에는 막과자 가게가 있고, 두 사람은 그곳에서 만화가 아키야마 하루노와 만나고, 그 후에도 하루노와 교류를 가지게 된다. 이윽고 사츠키와 안은 하루노로부터 '만화의 모델이 되어 달라'라고 하는 의뢰를 받고, 전 영화 연구부의 시키시마 사쿠라코를 더한 '시네포토 연구부'는 하루노의 취재에 협력하게 된다.

## 등장인물
아마미야 사츠키(雨宮 さつき)
성우 - 미카와 하루나
본작의 주인공. 고후시내의 고등학교에 다니는, 시네포토 연구부의 부장.
사진부에는 전 부장인 마키노하라 선배를 동경해 입부했다. 입부 이전에는 사진이나 카메라에 흥미는 없었지만, 선배로부터 스마트폰에서도 좋은 사진은 찍을 수 있다는 가르침을 받은 것으로, 스마트폰으로 선배의 사진을 계속 찍어, 스마트폰 포토콘으로 은상을 수상한 실적을 가진다.
키리야마 안(霧山 アン)
성우 - 코가 아오이
시네포토 연구부 부원. 헤어 스타일은 트윈 테일.
시키시마 사쿠라코(敷島 桜子)
성우 - 토노 히카루
아키야마 하루노(秋山 春乃)
성우 - 우에다 레이나
현역 만화가. 필명은 아키노.
이세 출신으로, 도쿄의 출판사에 갔다 오는 길에 들른 고후시내에 있는 할머니가 운영하는 막과자 가게 시로네코야에서 대략 4년간 그대로 얹혀살기 생활을 계속하고 있다.
코마다 카코(駒田 華子)
성우 - 카와세 마키
하루노의 학생 시절 친구.
타지마(田島)
시네포토 연구부 부원. 원래 사쿠라코와 함께 영화 연구부에 소속되어 있어, 부활동의 합병에 따라 사쿠라코가 타지마도 포함해 적을 옮긴 것으로 시네 포토 연구부의 부원이 되었지만, 영화 연구부의 시절에 입부로부터 2회밖에 얼굴을 보이지 않는 유령 부원이다.
쿠로쿠마 토라요(玄熊 虎代)
성우 - 요미야 히나
하루노와 교류가 있는 인기 공포 만화가. 다른 등장인물들로부터 필명인 '쿠로쿠마'라는 이름으로 불리며, 항상 검은색의 고스로리 옷을 착용하고 있다. 직업상 심령현상이나 액막이에 정통한 인물로 한 눈에 띄고 있으며, 영감이 있는지 귀신 등이 보인다고 한다.
마키노하라 선배(牧之原先輩)
성우 - 아보 마리아
전 사진부 부원.
이노마타 후카(猪俣 風香)
성우 - 아마키 샐리
구 영화 연구부 부원. 단행본 3권 제37화부터 등장. 제40화에 걸쳐 등장한 타지마의 이름을 속이는 가짜의 정체.
하루노의 할머니(春乃の祖母)
성우 - 아라이 사토미
대장(たいしょう)
성우 - 아보 마리아
하루노의 집에서 기르고 있는 하얀 고양이. 고후시 주변의 각지에서 목격된다.
시마다 코하루(島田こはる)
성우 - 누마쿠라 마나미
하루노가 연재하는 잡지의 하루노 담당 편집자.
이스즈 스즈코(イスズスズ子)
성우 - 히노 마리
시마시에 거주하는 만화가.

## 서지 정보
- 아f로 《mono》 호분샤〈망가 타임 KR 코믹스〉, 기간 4권(2024년 4월 25일 현재)
  1. 2018년 11월 9일 발행(2018년 10월 25일 발매), ISBN 978-4-8322-4989-9
  2. 2021년 3월 12일 발행(2021년 2월 25일 발매), ISBN 978-4-8322-7256-9
  3. 2022년 11월 11일 발행(2022년 10월 27일 발매), ISBN 978-4-8322-7411-2
  4. 2024년 5월 10일 발행(2024년 4월  25일 발매), ISBN 978-4-8322-9543-8
  5. 2025년 6월 26일 발매, ISBN 978-4-8322-9643-5

## TV 애니메이션
2025년 4월부터 6월까지 TOKYO MX 등에서 방송되었다.

### 스태프
- 원작 - 아f로
- 감독 - 아이케이 료타
- 조감독 - 모로토미 나오야
- 시리즈 구성 - 요나이야마 요코
- 캐릭터 디자인·총작화 감독 - 미야하라 타쿠야
- 프롭 디자인 - 야마카와 사쿠라, 이나타 와타루
- 미술 감독 - 후지이 리사, 노무라 마사노부
- 색채 설계 - 코마츠 사쿠라
- CG 감독 - 오가와 코헤이, ACE
- 촬영 감독 - 오기와라 타케오
- 편집 - 야나기 케이스케
- 음향 감독 - 타나카 료
- 음향 효과 - 키타가타 마사미
- 음악 - 햣코쿠 하지메
- 음악 제작 - 애니플렉스
- 치프 프로듀서 - 이시카와 타츠야, 마에다 토시히로
- 프로듀서 - 타나카 에이, 코바야시 히로유키, 마츠오카 코헤이
- 애니메이션 프로듀서 - 후지타 노리키요
- 애니메이션 제작 - 소와네
- 제작 - 애니플렉스, 호분샤, 소와네, 마이니치 방송

### 주제가
매니 메리 메모리즈!(メニメリ・メモリーズ！)
시네포토부에 의한 오프닝 테마. 작사는 야기누마 카나, 작곡·편곡은 이시하마 카케루.
위켄드 롤(ウィークエンドロール)
halca에 의한 엔딩 테마. 작사는 야마자키 신고, halca, 작곡·편곡은 야마자키 신고.

### 에피소드 목록
| 화수   | 제목 | 각본                 | 그림 콘티                     | 연출                                                    | 작화 감독                                                                   | 방송일          |
| ------ | --- | -------------------- | ----------------------------- | ------------------------------------------------------- | --------------------------------------------------------------------------- | --------------- |
| 제1화  | monoの旅 mono의 여정 | 요나이야마 요코      | 아이케이 료타 모로토미 나오야 | 아이케이 료타 모로토미 나오야 나카가미 유키             | 쥬라 타카하시 미즈키                                                        | 2025년 4월 13일 |
| 제2화  | メイキング・オブ・空撮!! 메이킹 오브 공중 촬영!!クラスメイト訪ねて三千里～モトブログパート12～ 반 친구 찾아 삼만리 ~모터 블로그 파트 12~                                                       | 요나이야마 요코      | 란자키 아카리                 | 란자키 아카리                                           | 먕                                                                          | 4월 20일        |
| 제3화  | アニメ化直前!! 地獄の弾丸聖地巡礼スタンプラリー!! | 요시오카 나츠        | 우에하라 후미유키             | 우에하라 후미유키 쿠라토미 코헤이 무라카와 나오야       | 우에하라 후미유키 나카야마 미유키 사토 히로아키 이마오카 노리유키 고토 유키 | 4월 27일        |
| 제4화  | 癒し系マンガ家ワイナリー巡り～モトブログパート13～ 치유계 만화가 와이너리 투어 -모터 블로그 파트 13-まんぷくフォトラリー～満腹中枢神経完全破壊～ 배 터지는 포토 랠리 ~포만 중추신경 완전 파괴~ | 야마시로 DL 유키타카 | 사다모토 호쿠토               | 사다모토 호쿠토                                         | 사다모토 호쿠토 긴상                                                        | 5월 4일         |
| 제5화  | ～生ハム山梨物語～ ~생햄 야마나시 이야기~心霊スポット憑依事件 심령 스폿 빙의 사건 | 요시오카 나츠        | 모로토미 나오야               | 모로토미 나오야                                         | 모로토미 나오야 나츠키 히로시                                               | 5월 11일        |
| 제6화  | 山梨で完璧な丸石道祖神を激写する! 야마나시에서 완벽한 뭉우리돌 '도조신'을 작정하고 찍자!山梨でカレー、食べます 야마나시에서 카레, 먹겠습니다                                                   | 요나이야마 요코      | 타케이 료                     | 타케이 료                                               | 사토 히로아키                                                               | 5월 18일        |
| 제7화  | 初めてのアニメ化 첫 애니화漫画家集結! 身延ウォーカー 만화가 집결! 미노부 워커 | 요나이야마 요코      | 나카가미 유키                 | 나카가미 유키                                           | 타카하시 미즈키                                                             | 5월 25일        |
| 제8화  | 試験に出る長野・富山の旅 第１夜 시험에 나오는 나가노 · 토야마 여행 제1탄 | 요시오카 나츠        | 마키노 히데노리               | 마키노 히데노리                                         | 니시하라 다이키                                                             | 6월 1일         |
| 제9화  | 試験に出る長野・富山の旅 第２夜 시험에 나오는 나가노 · 토야마 여행 제2탄 | 요시오카 나츠        | 키타무라 마사시               | 키타무라 마사시                                         | 쿠리하라 히로아키                                                           | 6월 8일         |
| 제10화 | 試験に出る長野・富山の旅 第３夜 시험에 나오는 나가노 · 토야마 여행 제3탄 | 야마시로 DL 유키타카 | 고토 유키 란자키 아카리       | 사카구치 아오세 이마오카 소바 마치카도노코이            | 호메후지                                                                    | 6월 15일        |
| 제11화 | 山梨かき氷マップ完全制覇 야마나시 빙수 맵 완전 제패 | 요나이야마 요코      | 키쿤                          | 키쿤                                                    | 키무라 케이노스케 고토 유키                                                 | 6월 22일        |
| 제12화 | POVホラーどうでしょう POV 호러 어때요? | 요나이야마 요코      | 야마모토 유스케               | 아이케이 료타 쿠라토미 코헤이 타케이 료 무라카와 나오야 | 먕 쥬라 모로토미 나오야 미야하라 타쿠야                                     | 6월 29일        |